# Vivacia
Vivacia is een personage uit De boeken van de Levende Schepen, een fantasytrilogie van Robin Hobb.

## Voorgeschiedenis
Vivacia is een Levend Schip. Ze is gemaakt van het toverhout van de cocon van een draak. Ze behoort toe aan de Beijerstadse familie Vestrit. Vivacia is levend geworden nadat 3 generaties Vestrits op haar dek zijn overleden. Na het overlijden van haar vader verwacht Althea Vestrit de kapitein te worden van het levende schip, deze positie is echter voorbehouden aan Kyle Haven, de man van haar oudere zus. 
Aangezien het niet wordt aangeraden om een levend schip te varen zonder dat er een familielid van de oorspronkelijk familie aanwezig is haalt Kyle zijn zoon Wintrow Vestrit terug uit Jamaillia, waar hij een opleiding volgde tot priester.

## Vivacia als slavenschip
De familie Vestrit heeft het niet breed aangezien ze een grote schuld hebben door de aankoop van het toverhout. Kyle bedenkt een plan om veel geld binnen te brengen door het schip in te zetten als slavenschip. Hoewel dit door veel mensen wordt afgeraden, aangezien de emoties voor een jong levend schip als de Vivacia te veel kunnen worden, gaat Kyle toch door met zijn plannen. 